# Клан Моффат
Моффат (англ. Moffat) — клан приграничной части Шотландии. Во времена Вильяма Уоллеса — один из самых могущественных и влиятельных кланов. Кровная связь клана с городом Моффат в Аннандейле (Дамфрис-энд-Галловей) наукой не доказана.

## История клана

### Истоки
Предком Моффатов был Вильям де Моват Алто (William de Movat Alto), живший в X веке. Он был женат на дочери Эндло (Andlaw), выходца из Норвегии. К XII веку фамилия чаще писалась: de Moffet. В «Книге Картараме Санкте Крукисе» под 1232 годом упоминается Николас де Мафет, архидиакон Тевиотдэйла, засвидетельствовавший договор Уолтера, епископа Глазго. Как следует из труда «Епископы Шотландии», в 1268 году Николас сам был избран епископом Глазго, но так и не был утверждён в этой должности, потому что отказался заплатить денежную сумму, которую потребовал от него Римский папа. Он умер в 1270 году. Томас Моффет и Роберт де Маффет в 1296 году принесли вассальную присягу Эдуарду I. Фамилия продолжала и позже встречаться в документах Границы. 

### Войны за независимость Шотландии
В 1300 году Моффатам были предоставлены четыре надела земли в баронии Вестеркирка от Роберта Брюса, который был тогда лордом Аннандейла. Один из этих участков достался Адаму Моффату из Нока. Он и его брат сражались в битве при Бэннокбёрне в 1314 году вместе с членами клана Моффат во время Войн за независимость Шотландии.  Вальтер де Моффат, (являлся Архидиаконом Лотиана) был назначен послом во Франции в 1337 году.
В 1587 году шотландским парламентом Моффеты были внесены в список как мятежный и беспокойный клан Границы.

### Новое время
Роберт Моффат (1795—1883), миссионер в Бечуаналенде (совр. Ботсвана), был тестем доктора Давида Ливингстона. Этот весьма образованный человек был профессиональным скрипачом, кузнецом и садовником. Как пионер миссионерского освоения Южной Африки он успешно защищал свою миссию от нападений бандитов. Он перевёл Ветхий и Новый Заветы на язык сетсвана, а также пересёк пустыню Калахари. Мэри, его жена, разделяла с ним все его приключения, работу и путешествия в течение удивительных 50 лет. После 54 лет службы в 1870 году он наконец оставил Африку и умер в 1883 году в возрасте 88 лет. Во многом благодаря его усилиям стало возможно постепенное сближение двух культур – африканской и европейской, что нашло своё проявление в массовом распространении христианства на Юге Африки, правда, уже в XX в. Его сын, Джон, в 1880-е годы сыграл большую роль в присоединении к британским владениям территории Родезии (современной Республики Зимбабве), а также написал биографии своих родителей.
Потомки древнего семейства Моффат всё ещё владеют землями в Дамфрисшире. Существует зарегистрированный Судом Льва тартан семейства Моффат. Существует и тартан округа Моффат, который весьма отличается от тартана семейства и не имеет с ним никакой связи.